# Minerální pramen

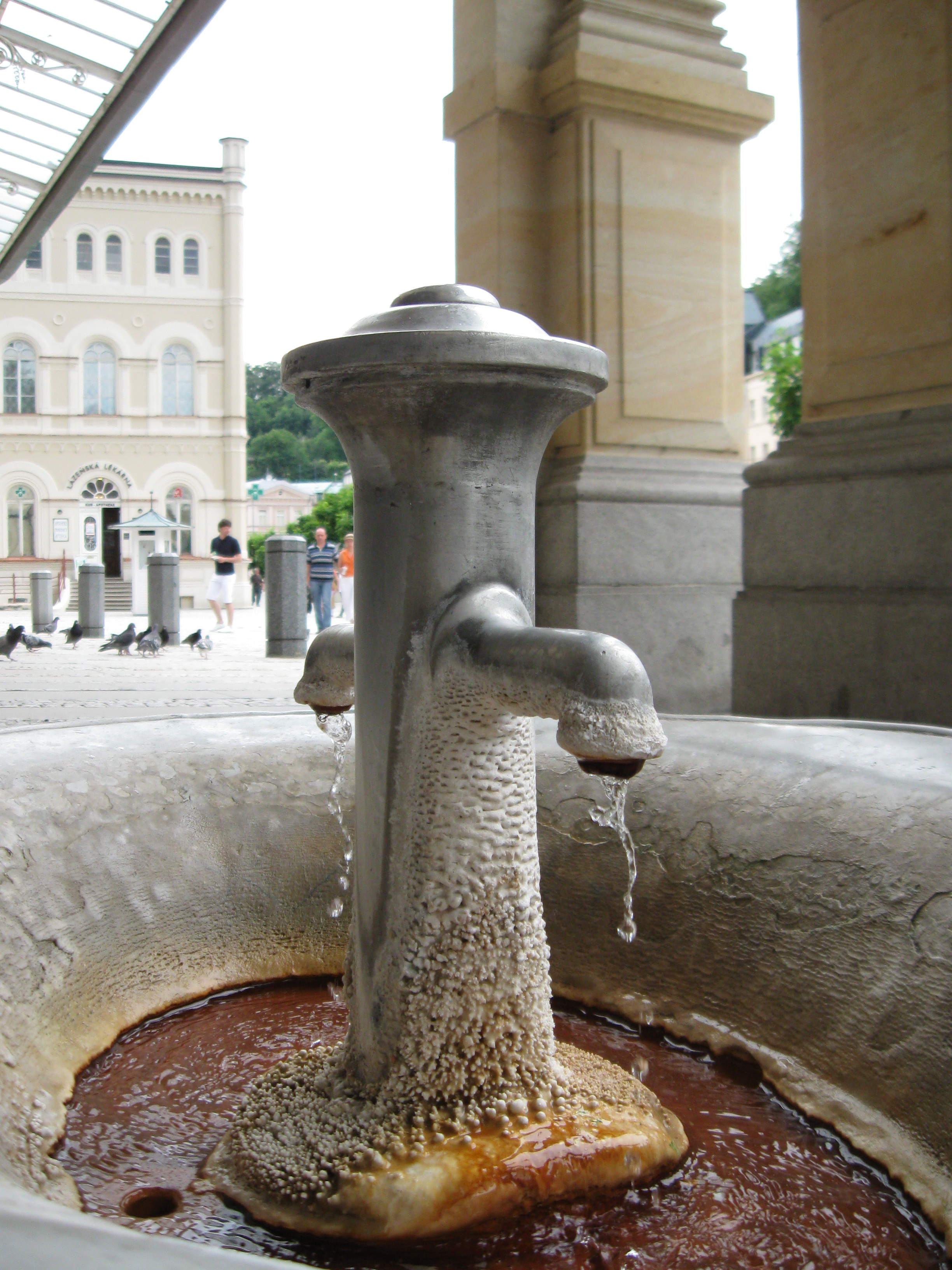
Skalní pramen v Karlových Varech

Minerální pramen je vývěr podzemní vody z hlubin zemské kůry. Jedná se o léčivé přírodní zdroje, vyskytující se po celém světě. . Minerály obsažené v horninách jsou unášeny vodou, která je obohacována a pod tlakem stoupá vzhůru k zemskému povrchu.

## Využití a výskyt v Česku

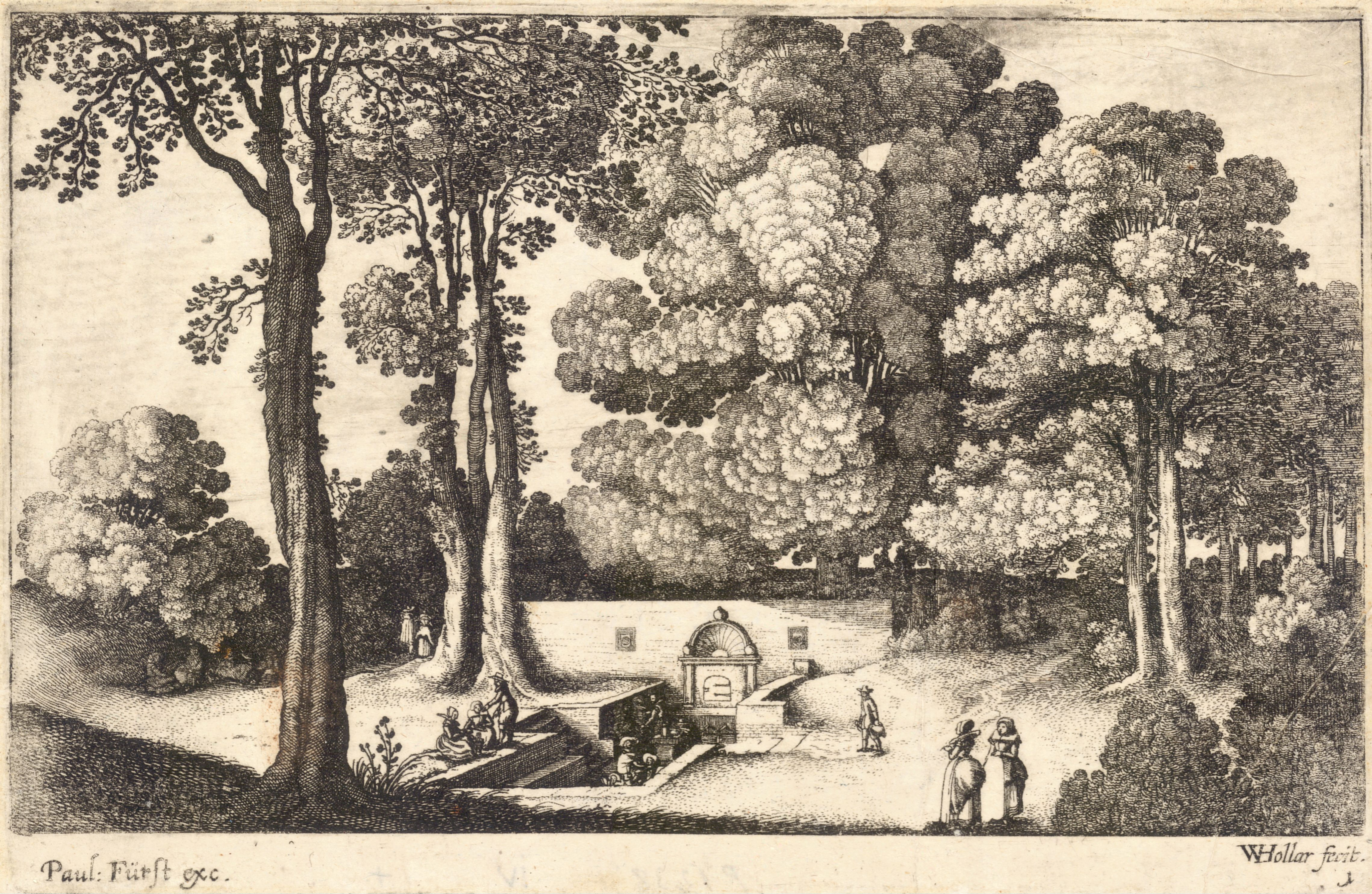
Václav Hollar: Minerální pramen. (Ze sbírek Torontské univerzity)

V ČR jsou využívány v lázeňství a k získávání minerální vody.

### Lázeňství
Největší koncentrace lázeňských míst v ČR jsou severozápadní Čechy a významná lázeňská centra jako: Karlovy Vary, Mariánské Lázně, Františkovy Lázně, lázně Jáchymov a Lázně Kynžvart.

### Minerální vody
Minerální vody pocházející v ČR z Českého masivu jsou převážně tzv. kyselky (obohacené o oxid uhličitý). Příkladem (viz kyselka) je minerálka Mattoni, vyvěrající poblíž Lázní Kyselka.